# إيان هيدل
إيان هيدل (بالإنجليزية: Ian Heddle)‏ هو لاعب كرة قدم بريطاني في مركز الوسط، ولد في 21 مارس 1963 في دنفيرملين في المملكة المتحدة. لعب مع دونفرملين أثلتيك وسانت جونستون وكيلتي هارتز ونادي بريتشين سيتي.